# Alphonse Renier
Alphonse Renier foi um futebolista belga, medalhista olímpico.
Alphonse Renier competiu nos Jogos Olímpicos de Verão de 1900 em Paris. Ele ganhou a medalha de bronze como membro do Université de Bruxelles, que representou a Bélgica nos Jogos.